# Lestodiplosis arcuata
Lestodiplosis arcuata är en tvåvingeart som först beskrevs av Johannes Winnertz 1853.  Lestodiplosis arcuata ingår i släktet Lestodiplosis och familjen gallmyggor.
Artens utbredningsområde är Tyskland. Inga underarter finns listade i Catalogue of Life.